# Folke Hillelson-Gounod
Ernst Folke Hillelson, kallad Folke Hillelson-Gounod, född 29 januari 1906 i Klara församling i Stockholms stad, död 25 mars 1981 i Hedvig Eleonora församling i Stockholm, var en svensk antikvariatbokhandlare och skulptör.

## Biografi
Folke Hillelson var son till direktören S.R. Hillelson och Maria Rundgren. Efter avslutade skolstudier i Stockholm bedrev han självstudier för att bli skulptör. Vid sidan av sin konstnärliga verksamhet drev han ett antikvariat med försäljning av äldre exklusiva böcker. Hans konst består huvudsakligen av porträttbyster och reliefer. Han modellerade bland andra av prins Carl, sångaren Fjodor Sjaljapin och professor Yngve Sjöstedt. Hans största betydelse inom den svenska konsten var dock som konstnärlig ledare och rektor för Académie Libre i Stockholm. Han signerade sina arbeten med Gounod.
Han var gift med Elisabeth Peters. Översten av första graden Fredrik Hillelson är son till dem.